# قائمة الألعاب الرياضية

## ألعاب القوى
ألعاب الساحة والميدان (ألعاب القوى).
- الوثب
  - الوثب الثلاثي
  - الوثب الطويل
  - الوثب العالي
  - القفز بالزانة
- العدو
  - سباقات السرعة أو المسافات القصيرة
  - سباقات المسافات المتوسطة
  - سباقات المسافات الطويلة
  - سباقات التتابع
  - سباقات الحواجز
- رمي
  - رمي القرص
  - رمي مطرقة
  - رمي رمح
  - دفع الجلة
- سباقات المشي

## ألعاب جماعية
- كرة القدم الأمريكية
- بيسبول
- كرة سلة
- كرة يد شاطئية
- كرة قدم شاطئية
- كرة طائرة شاطئية
- كرة قدم كندية
- جلروبال
- كريكت
- كرة قدم
- كرة طائرة قدمية
- كرة الصالات
- كرة يد
- هوكي
- هوكي الجليد
- لا كروس
- كرة شبكة
- بولو
- هوكي دحروجة
- الرجبي
- لعبة الصولجان " بولو"
- لعبة القناني الخشبية " بولينج"
- سوفتبول
- الكرة السريعة رياضة خليط بين كرة القدم وكرة اليد.
- كرة تشوك
- الكرة الطائرة
- بولو الماء "كرة الماء"

## رياضة الحيوانات
الألعاب الرياضية التي تلعب فيها الحيوانات دورا.
- مصارعة الثيران
- سباق الهجن
- فروسية:
  - قفز الحواجز
  - فروسية
  - سباق الخيول
  - بولو

## ألعاب القتال
وهي عموماً الرياضات التي يتبارى فيها الرياضيون بقتال بعضهم البعض.
- إيكيدو
- باجوزانج
- ملاكمة
- جيو جيتسو برازيلية
- مبارزة
- هابكيدو
- جودو
- مصارعة يابانية
- كاراتيه
- كمبو
- كندو
- كونغ فو
- مواي تايلاندية
- سومو
- تايكواندو
- تي تشن تشو
- تانج سو دو
- مصارعة
- مصارعة تونسية

## ركوب دراجات
الألعاب الرياضية التي تستعمل دراجات
- سباق دراجات.
- بولو دراجات
- سباق بي أم أكس
- رياضة الدراجات الهوائية الجبلية
- رياضة ركوب الدراجات ذات العجلة الواحدة الجبلية
- تراياثلون

## الجمباز
الألعاب الرياضية.
- جمباز فني
- جمباز إيقاعي
- ترامبولين

## رياضة ميكانيكية
الرياضات التي تعتمد على المركبات.
- سباق جوي
- سباق سيارات
- سباق العربات الصغيرة
- سباق القوارب
- سباق دراجات نارية
- الفورميلا وان

## رياضات أخرى
- كرة يد أمريكية
- رياضات ذوي الاحتياجات الخاصة
- بيبي فوت
- خماسي حديث
- رينجو
- ترايثلون
- شد الحبل

الموتو جيبي

## ألعاب رياضية في الهواء الطلق
- ألعاب بهلوانية
- مناطيد
- قرص طائر أو الفريزبي
- طيران شراعي يدوي
- تسلق الجبال
- هبوط بالمظلات
- الطيران بالهبوط
- غطس بالرئة المائية
- قفز حر
- صيد السمك
- الباركور

## ألعاب قُـوَّة رياضية
- بناء أجسام
- رفع الأثقال الثلاثي
- رفع أثقال

## ألعاب مضرب
الألعاب الرياضية التي يستخدم فيها مضرب لضرب كرة أو جسم آخر.
- بادمنتون
- كرة الريشة
- كرة المضرب
- التنس الحقيقي
- سكواتش
- تنس سكواتش
- تنس
- بولو تنس

## تزلُّج
الألعاب الرياضية في أي زلاجات مستعملة.
- تزلج دحروجة فني
- رقص على الجليد
- هوكي الجليد
- تزلج سرعة Inline
- هوكي ساحة تزحلق
- سباق مزلجات
- هوكي دحروجة
- تزلج دحروجة
- تزلج سرعة دحروجة
- تزلج سرعة مسار قصير
- تزلج سرعة
- زامن التزلج

## تزحلق / Snowsports
الألعاب الرياضية التي فيها مزلاجات أَو يَتزحلقُ على الثلوج مستعمل.
- تزحلق ألبي (مَعروف كذلك بِ تزحلق منحدر )
- تزحلق مناطق غير آهلة (مَعروف كذلك بِ مِنْ تزحلق Piste )
- بياثلون
- تزحلق ريفي (سوية مَع  مزلاجة القافز والشمالي المشترك مَعروفة كذلك بِالتزحلق الشماليِ )
- Firngleiten
- تزحلق حر
- تزحلق عشب
- مشترك شمالي
- تزحلق دحروجة
- Skibob
- مزلاجة تطير
- Skijoring
- قفز مزلاجة
- سياحة مزلاجة
- تزحلق سرعة
- تزحلق Telemark
- تزحلق على الثلوج
- تزحلق على الثلوج حر
- تزحلق على الثلوج متطرف

## يَتزلّجُ
الألعاب الرياضية التي تَستعملُ الزلاجاتَ.
- يتزلج
- أرض luge (مَعروف كذلك بِشارع luge وطريق luge)
- الزحافات الثلجية
- هيكل عظمي
- سباق Wok

## العاب الضرب
- مصارعة محترفة

## ألعاب هدفِ الرياضية
الألعاب الرياضية حيث أنَّ الهدف الرئيسي لضَرْب a هدف مُتَأَكِّد.
- رماية
  - كيودو
- قاذف الحراب
- ألعاب بلياردِ الرياضية
  - بيليارد
  - بليارد حانة
  - بليارد Carambole  [لغات أخرى]‏
  - بركة
  - سنوكر
  - سنوكر طلقة خدعة
- بوتشي
- بوتشيا
- الكرة الحديدية الحرة والمقيدة PETANQUE
- بولنغ
- Calva
- كروكيه
- ضفر
- نبلات
- غولف
- غولف قرص
- غولف سرعة
- Golfcross
- حذوة حصان ترمي
- بطاقة ليزر
- عشب ينطلق
- رخامات
- مركز تسوق غطاء
- Pelota
- الكرة الحديدية
- إطلاق نار
- لعبة القناني الخشبية
- Trugo

## ألعاب عقلِ الرياضية
الألعاب الرياضية التي تَتطلّبُ قليلاً أَو لا قدراتَ طبيعيةَ (تَرى أيضاً لعبة طاولة s).
- راديو هاوي يَتنافسُ عليه
- جسر
- شطرنج
- مدقّقون أَو تيارات
- إبراق سرعة عالي
- بوكر
- بلوت
- يَذْهبُ
- سودوكو
- خربشة
- شوجي
- دومنة